# Caracol Televisión
Caracol Televisión S.A. "Cadena Radial Colombiana de Televisión S.A." és una cadena de televisió i Ràdio A Colòmbia, la principal activitat és l'operació del canal de televisió privada del mateix nom a Colòmbia, però controla l'operació d'un canal obert al sud de Florida, Gentv, i de dos canals de televisió per cable a Colòmbia i l'exterior. La companyia és controlada per l'empresari i milionari Julio Mario Santo Domingo. Va néixer com a part de la Cadena Radial Colombiana (Caracol Ràdio, des de 2003 en mans del grup espanyol PRISA), d'aquí el seu nom.

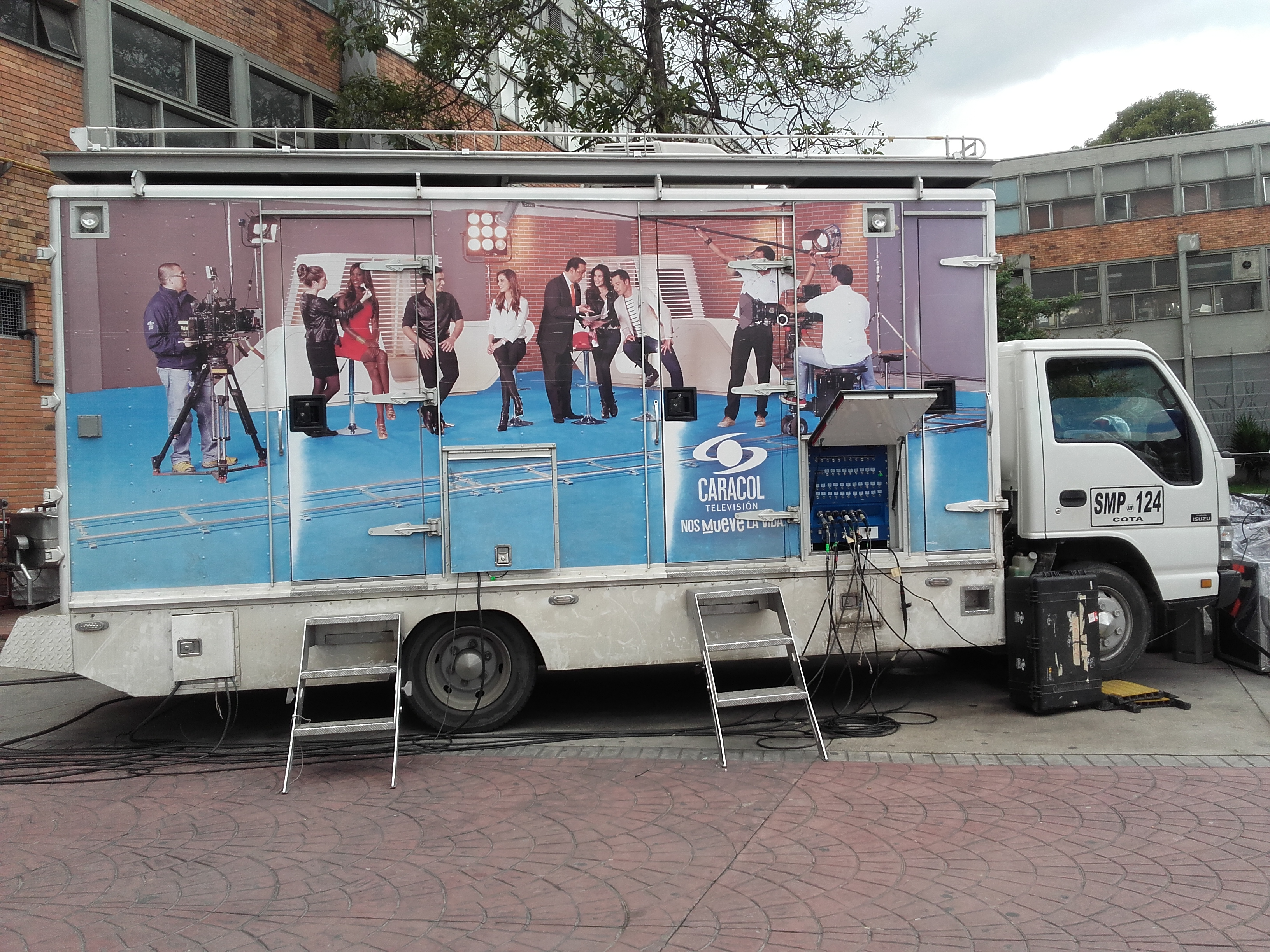
Furgoneta del canal Caracol

Caracol Televisión els ofereix serveis de producció a Colòmbia a aliats internacionals per realitzar coproduccions o produccions per encàrrec. Així s'han desenvolupat esquemes de negocis conjunts amb empreses reconegudes com ABC Television Studio, CBS, Fox Broadcasting Company, The CW, Telemundo, TV Globo, RCTI, Global Television Network, RTI TV, TV Azteca, Azteca Amèrica, Radio Televisyen Brunei, Modernine TV, Bangkok National Radio and Television Broadcasting Corporation Channel 7 y Thailand Colour Television Channel 3, Sony Pictures Television International, TVE, BE-TV, RCTV Internacional, ABS-CBN, GMA Network, MediaCorp, entre altres importants i destacades productores de continguts a nivell internacional.
El centre de producció i emissió de Caracol Television compta amb catorze estudis que van des de 260 fins a 800 metres quadrats, la capacitat total és superior als 28.000 metres quadrats. Catorze estudis i deu mòbils es troben equipats en Full HD
El canal ha realitzat  produccions de fama internacional, com Desafío, A otro nivel, Yo me llamo, Escobar, el patrón del mal, La reina del flow, Pasión de gavilanes, La promesa, El càrtel, La saga, negocio de familia, Las muñecas de la mafia, Caballo viejo, Pedro el escamoso, La ronca de oro, La niña, Bolívar y Sin tetas no hay paraíso , entre d'altres.

## Història
El 1967, l'Institut Nacional de Ràdio i Televisió (Inravisión) va adjudicar per mitjà d'una licitació a la llavors programadora 45 hores de programació a la setmana, per la qual cosa el 1969 la llavors divisió de televisió de Caracol Ràdio es va escindir i va passar a ser Caracol Televisió S.A., amb l'objectiu primordial de comercialitzar i produir programes de televisió.
El 1987 el grup empresarial Valors Bavaria (avui Valorem) va adquirir el control accionario i va començar una modernització a nivell tècnic i administratiu.
El 2007 el canal va culminar la construcció de la seva nova seu al sector de la Floresta, al nord-occident de Bogotà, amb un cost estimat de 30 milions de dòlars. Previ a això, les divisions del canal havien vingut operant en diferents edificacions escampades per Bogotà.
El 2008 Caracol Televisión S.A., i les seves filials Caracol TV America Corp i Caracol Televisión Inc, van constituir una de les cinc companyies productores i distribuïdores més grans d'Amèrica Llatina, amb presència a més de 50 països de tot el món.